# روبرت ماكنتاير
روبرت ماكنتاير (بالإنجليزية: Robert McIntyre)‏ هو مدرب كرة سلة أسترالي، ولد في 1952، وتوفي في 23 ديسمبر 1995.